# Adolf Warzok
Adolf Warzok (ur. 14 czerwca 1915 w Ciechowicach, zm. 14 marca 1997 w Opolu) – polski lekarz i harcerz, pisarz. 

## Życiorys
Syn powstańca śląskiego Adolfa. Uczył się w Polsce w liceum w Lublińcu, a od 1932 w polskim liceum w Bytomiu. Od 1926 działał w ZHP, w tym na terenie Niemiec, gdzie w 1935 dostał stopień instruktora. Od 1937 r. studiował medycynę na Uniwersytecie Wrocławskim, skąd jako Polak został usunięty w 1939. W tym czasie wstąpił do Związku Akademików Polaków w Niemczech i Związku Polaków w Niemczech. W czasie II wojny światowej był więziony m.in. w Buchenwaldzie (1939-1940), a później wcielony do Wehrmachtu, gdzie służył jako sanitariusz. Od 1943 służył też w polskim podziemiu na terenie III Rzeszy (Obwód Zewnętrzny R 316). Od 1946 do 1948 kontynuuje studia medyczne na macierzystej uczelni, a w 1950 został lekarzem. 
Został twórcą i ordynatorem (1952-1980) pierwszego w województwie opolskim oddziału urologicznego. Po wojnie był członkiem Rady Naczelnej ZHP. W roku 1995 otrzymał Nagrodę im. Karola Miarki. Pochowany został na cmentarzu komunalnym w Opolu

## Dzieła
Opublikował cztery książki (dane z katalogu Biblioteki Narodowej)
- Bojki, błozny i klyty. Wydawca: Towarzystwo Przyjaciół Opola. 1974.
- Czas na rozdrożach : (wspomnienia). Wydawca: Instytut Śląski. 1981.
- In speculis czyli Na czatach albo też Powtórka z łaciny. Wydawca: Towarzystwo Przyjaciół Opola. 1988.
- Na rozdrożach z "Rodłem". Harcerska Oficyna Wydawnicza. 1987.